# Ябука (община Соколац)
Ябука (на сръбски: Јабука) е село в Босна и Херцеговина, разположено в община Соколац, в ентитета на Република Сръбска. Намира се на 791 метра надморска височина. Населението му според преброяването през 2013 г. е 15 души, от тях: 15 (100 %) сърби.

## Население
Численост на населението според преброяванията през годините:
- 1961 – 103 души
- 1971 – 106 души
- 1981 – 99 души
- 1991 – 65 души
- 2013 – 15 души